# Alexander Nikolajewitsch Afanassjew

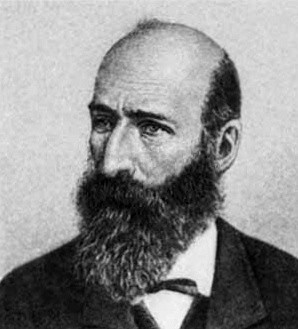
Alexander Nikolajewitsch Afanassjew

Alexander Nikolajewitsch Afanassjew (russisch Александр Николаевич Афанасьев; * 11. Julijul. / 23. Juli 1826greg. in Bogutschar im Gouvernement Woronesch; † 23. Septemberjul. / 5. Oktober 1871greg. in Moskau) war ein russischer Slawist und Ethnograph, der fast 600 russische Märchen und Volksmärchen veröffentlichte, eine der größten Sammlungen der internationalen Volkskunde. Die erste Ausgabe seiner Märchen erschien zwischen 1855 und 1867 in einer Ausgabe von acht Bänden. Seine Bedeutung für das Genre Märchen ist vergleichbar mit der Bedeutung der Brüder Grimm für die deutschen Volksmärchen.

## Leben
Alexander Nikolajewitsch Afanassjew wurde in der Stadt Bogutschar im Gouvernement Woronesch des russischen Reichs (heute Russland) in eine Familie mit bescheidenen Mitteln hineingeboren. Seine Mutter Warwara Afanassjewa stammte aus einfachen Verhältnissen. Alexander war ihr siebtes Kind. Sie erkrankte nach dessen Geburt und starb am Jahresende. Die Kinder wurden von ihrem Vater Nikolai Iwanowitsch Afanassjew großgezogen, einem ranghohen Mitarbeiter der Staatsverwaltung, der als Ermittler der Staatsanwaltschaft arbeitete und den Alexander als einen Mann mit hohen intellektuellen und moralischen Qualitäten beschrieb, der „zu Recht als der klügste Mensch im ganzen Ujesd bezeichnet werden kann“.
Nach drei Jahren zog die Familie nach Bobrow (Oblast Woronesch), wo Alexander seine Kindheit verbrachte. Schon früh zeigte er große Lesebegeisterung, da er Zugang zur gut ausgestatteten Bibliothek seines Großvaters (Mitglied der russischen Bibelgesellschaft) und zu verschiedenen Zeitschriften hatte. 1837 wurde er auf das Knabengymnasium von Woronesch geschickt. Im Jahr 1844 trat er in die juristische Fakultät der Universität Moskau ein, die er 1848 abschloss. Dort besuchte er die Vorlesungen von Konstantin Kawelin, Timofei Granowski, Sergei Solowjow, Stepan Shevyryov, Ossip Bodjanski und Fjodor Buslajew. Er veröffentlichte eine Reihe von Artikeln in den Zeitschriften Sowremennik und Otetschestwennyje Sapski über die Staatswirtschaft zur Zeit Peters des Großen, über die Pskower Gerichtsverfassung und andere Themen. Obwohl er einer der vielversprechendsten Studenten war, gelang es ihm nicht, Professor zu werden. Der konservative Minister für Volksaufklärung, Graf Sergei Uwarow, der die Abschlussprüfungen beaufsichtigte, griff Afanassjews Aufsatz an, der die Rolle der Autokratie bei der Entwicklung des russischen Strafrechtes im 16. und 17. Jahrhundert untersuchte.
1849 verhalf ihm Konstantin Kawelin zu einer Stelle in der Moskauer Hauptarchivdirektion des Außenministeriums des russischen Reiches, wo Afanassjew 13 Jahre lang arbeitete. In dieser Zeit lernte er viele Menschen aus Wissenschaft und Kultur kennen und sammelte viele alte Bücher und Manuskripte, die schließlich eine große Bibliothek bildeten. Seine Artikel, Rezensionen, ethnografischen und historischen Arbeiten erschienen regelmäßig in den führenden russischen Zeitschriften, Zeitungen, Almanachen und wissenschaftlichen Periodika. Seine Aufsätze über die russische Satire des 18. Jahrhunderts und über die Werke prominenter Schriftsteller und Verleger mündeten in einer 1859 erschienenen Monographie Russische Satirezeitschriften 1769–1774 und erschienen in der Otetschestwennyje Sapski (Nr. 3 und 4 im Jahr 1855, Nr. 6 im Jahr 1859).
Im Jahr 1855 leitete er die staatliche Kommission, die für die Veröffentlichung von juristischen, historischen und literarischen Werken zuständig war. Von 1858 bis 1861 arbeitete er als Hauptherausgeber der kurzlebigen Zeitschrift Bibliographische Notizen, welche eigentlich als Deckmantel für die Sammlung von Materialien zensierter und revolutionärer Literatur für den Exil-Sozialisten Alexander Herzen diente. Im Jahr 1862 verhafteten die Behörden den Anhänger der Narodniki Nikolai Tschernyschewski, während andere Personen, darunter auch Afanassjew, unter Verdacht gerieten. Seine Wohnung wurde durchsucht. Obwohl nichts Belastendes gefunden wurde, verlor er seine Stelle im Moskauer Archiv.
Nach seiner Entlassung konnte er mehrere Jahre lang keine feste Arbeit finden und musste seine Bibliothek verkaufen, um seine Familie zu ernähren. Danach arbeitete er als Sekretär für die Moskauer Stadtduma und beim Moskauer Kongress der Friedensrichter, während er seine ethnografischen Forschungen fortsetzte. Er schrieb ein umfangreiches theoretisches Werk (drei Bände mit jeweils 700 Seiten) Die poetische Sicht der Slawen auf die Natur, welches zwischen 1865 und 1869 erschien. Im Jahr 1870 wurden seine russischen Kindermärchen veröffentlicht.
Afanassjew verbrachte seine letzten Lebensjahre in Armut. Er starb in Moskau im Alter von 45 Jahren an Tuberkulose. Sein Grab befindet sich auf dem Friedhof von Pjatnizkoje.

## Arbeit
Afanassjew begann sich in den 1850er Jahren für alte russische und slawische Traditionen und Geschichten zu interessieren („Volkskunde“ als Studienfach gab es damals noch nicht). Seine frühen wissenschaftlichen Arbeiten, darunter Zauberer und Hexe (1851) und Heidnische Legenden der Insel Buyan (1858) stützten sich auf die sogenannte mythologische Schule, die Legenden und Erzählungen als Informationsquelle für das Studium der älteren heidnischen Mythologie betrachteten (Hauptwerk Die poetische Naturbetrachtung der Slawen, 1865–1869). In einer solchen Interpretation betrachtete er das Märchen Die schöne Wassilissa als Darstellung des Konfliktes zwischen dem Sonnenlicht (Wassilissa), dem Sturm (ihre Stiefmutter) und den dunklen Wolken (ihre Stiefschwestern). Als Archivar gab er seinem Werk eine Fülle von Informationen, Belegen, Dokumenten, und Passagen aus alten Chroniken mit, die sich auf die altrussische Kultur, Geschichte und Tradition, aber auch auf andere indoeuropäische Sprachen und deren Folklore und Legenden, insbesondere auf deutsche Traditionen beziehen. (Er beherrschte das Deutsche ebenso perfekt wie alle slawischen und alten Sprachen.)
In den frühen 1850er-Jahren, als er bereits für seine Artikel bekannt war, begann er über eine Sammlung von Volksmärchen nachzudenken. Daraufhin wurde er von der Russischen Geographischen Gesellschaft (Sektion Ethnographie) darum gebeten, das Archiv der Volksmärchen zu öffnen, das sich seit etwa zehn Jahren im Besitz der Gesellschaft befand. Dieses Archiv stand am Anfang seiner Sammlung. Afanassjev wählte 74 Erzählungen daraus aus. Er fügte ihnen aus der großen Sammlung von Wladimir Dal (ca. 1000 Texte) 148 Nummern hinzu, sowie aus seiner eigenen Sammlung ca. zehn Volksmärchen aus der Region Woronesch und einige andere Sammlungen. Außerdem fügte er bereits veröffentlichte Erzählungen (wie Marja Morevna, Der Feuervogel, Der graue Wolf u. a.), einige Erzählungen aus epischen Liedern, Geschichten über die Toten, einige mittelalterliche satirische Texte (wie Der Satz von Semiaka) und Anekdoten hinzu.
Seinen herausragenden Platz in der Geschichte der slawischen Philologie verdankt er vor allem seiner Publikation der russischen Märchen (Народные русские сказки), die zwischen 1855 und 1863 erschienen sind. Aus wissenschaftlicher Sicht geht seine Sammlung noch weiter. Er hatte viele Helfer und er versuchte, die Quelle und den Ort anzugeben, an dem das Märchen erzählt wurde. Er versuchte jedoch nie, eine endgültige Textversion eines Volksmärchens zu etablieren: Wenn er etwa sieben Versionen eines Märchentyps beisammen hatte, bearbeitete er sie alle gleichermaßen (so zum Beispiel bei Der Feuervogel). Im Jahr 1860 löste die Veröffentlichung der Русские народные легенды („Russische Volkslegenden“, 1860), einer Sammlung von Volksmärchen aus dem ganzen Land, die auf dem Leben Jesu und christlicher Heiliger basieren, einen Skandal aus. Diese Texte bestanden aus einer einzigartiger Mischung von Christentum, Heidentum und sozialen Untertönen. Einige von ihnen wurden vom Allerheiligsten Synod als unorthodox eingestuft, und das Buch wurde verboten.[7] Er bereitete auch Заветные сказки („Beliebte Geschichten“) vor, eine Zusammenstellung redigierter Erzählungen aus Русские народные легенды sowie anderer potenziell umstrittener Geschichten, die wegen ihrer obszönen oder antiklerikalen Thematik in der Schweiz anonym als „Verbotene russische Geschichten“ veröffentlicht wurden.

## Bedeutung
Vor Afanassjews Arbeiten in den 1850er Jahren waren nur wenige Versuche unternommen worden, Erzählungen aus der russischen Volkssprache und dem Volksglauben des bäuerlichen Russlands aufzuzeichnen oder zu untersuchen. Zwar gab es seit dem 10. Jahrhundert ein schriftliches Kirchenslawisch, doch wurde es fast ausschließlich von der Kirche und nur für kirchliche Schriftstücke verwendet. Erst im 18. und 19. Jahrhundert entwickelte sich eine beachtliche weltliche Literatur in der russischen Volkssprache. Die Sammlungen von Afanassjew leisteten somit einen äußerst wertvollen Beitrag zur Verbreitung und Legitimierung der russischen Kultur und des Volksglaubens. Der Einfluss dieser Volksmärchen ist in den Werken vieler Schriftsteller und Komponisten zu erkennen, insbesondere bei Nikolai Rimski-Korsakow (Sadko, das Schneemädchen) und Igor Strawinsky (Der Feuervogel, Petruschka und L’Histoire du soldat).

## Popkultur
Im Film John Wick: Kapitel 3 aus dem Jahr 2019 besucht John Wick die New York Public Library und bittet um „Russian Folk Tales, Aleksandr Afanasyev, 1864“.

## Verzeichnis der Märchen
Die in Klammern angegebenen Nummern bezeichnen die Zählung in Afanassjews Originalausgabe der russischen Märchen: Narodnye russkie skazki.
- Schwester Füchsin und der Wolf (1–7, V1)
- Für den Bastschuh ein Hühnchen, für das Hühnchen ein Gänschen (8)
- Die Füchsin als Wehmutter (9–13, V9)
- Der Fuchs, der Hase und der Hahn (14)
- Der Fuchs als Beichtvater (15–17, V15)
- Der Fuchs als Arzt (18)
- Der Alte klettert in den Himmel (19)
- Der Alte im Himmel (20)
- Die Füchsin als Klageweib (21–22, V21)
- Der Bauer, der Bär und die Füchsin (23–26, V24)
- Altes Brot und Salz sind bald vergessen (27)
- Das Schaf, die Füchsin und der Wolf (28)
- Die Tiere in der Grube (29–30, V30)
- Der Fuchs und der Birkhahn (31)
- Der Fuchs und der Specht (32)
- Die Füchsin und der Kranich (33)
- Sneguruschka und der Fuchs (34)
- Der Fuchs und der Krebs (35)
- Der Kolobok (36)
- Der Kater, der Hahn und der Fuchs (37–39, V37)
- Der Kater und die Füchsin (40–43, V40)
- Der furchtsame Bär und die furchtsamen Wölfe (44–47, V44)
- Der Bär, der Fuchs, die Bremse und der Bauer (48)
- Der Wolf (49–50, V49)
- Die Sau und der Wolf (51–52, V51)
- Der Wolf und die Ziege (53–54, V53)
- Der tumbe Wolf (55–56, V56)
- Der Bär (57–58, V57)
- Der Bär, der Hund und die Katze (59)
- Die Geiß (60–61, V60)
- Das Märchen von der geschorenen Ziege (62)
- Das Märchen von dem Hammel mit dem halben Pelz (63)
- Wie die Tiere überwintern (64)
- Der Bär und der Hahn (65)
- Der Hund und der Specht (66–67, V66)
- Der Hahn und das Huhn (68)
- Vom Tode des Hähnchens (69)
- Das Hühnchen (70–71, V70)
- Junker Kranich und Jungfer Reiherin (72)
- Die Krähe und der Krebs – Ukraine (73)
- Der Adler und die Krähe (74)
- Das goldene Fischchen (75)
- Die habgierige Alte (76)
- Die Geschichte von Schroll Schrollewitsch aus dem Geschlecht derer vom Stachel (77–78, V77)
- Die Mär von dem Hecht mit den großen Zähnen (81)
- Vom Haus, das der Fliege gehörte (82–84, V84)
- Die Spinne (85–86, V86)
- Die Blase, der Strohhalm und der Bastschuh (87–88, V87)
- Die Rübe (89)
- Die Pilze (90)
- Der Frost, die Sonne und der Wind – Weißrussland (91)
- Die Sonne, der Mond und der Rabe Rabewitsch (92)
- Die Hexe und der Sonne Schwester (93)
- Wasusa und Wolga (94)
- Der Frost (95–96, V96)
- Die geschwätzige Alte (97)
- Die Tochter und die Stieftochter (98)
- Der Pferdekopf – Ukraine (99)
- Klein Chawroschetschka (100)
- Braunchen (101)
- Baba Jaga (102–103, V103)
- Die wunderschöne Wassilissa (104)
- Die Baba Jaga und der Mickerling (105)
- Die Baba Jaga und der Schicharj (106–107, V106)
- Lutonja und die Baba Jaga (108–111, V111)
- Tereschetschka (112)
- Gänse-Schwäne (113)
- Fürst Danila Goworila (114)
- Prawda und Kriwda (115–122, V116)
- Der Königssohn und sein Diener (123–124, V123)
- Iwan, der Zarensohn, und Marfa, die Zarentochter (125)
- Der Dzjedka, das messinggelbe Männlein – Weißrussland (126)
- Die Kaufmannstochter und ihre Dienerin (127)
- Die drei Reiche – das kupferne, das silberne und das goldene (128–130, V128)
- Frolka Bärenhäuter (131)
- Das Tier Noerz – Weißrussland (132)
- Kullererbschen – Ukraine (133–134, V133)
- Iwan Popjalow – Weißrussland (135)
- Sturmrecke Iwan Kuhsohn (136)
- Iwan Bykowitsch (137)
- Iwan Bauernsohn und das Männlein, fingerlang der ganze Wicht, sieben Werst Schnurrbart im Gesicht (138)
- Iwan Sutschenko und Belyj Poljanin (139)
- Morgenrot, Abendrot und Nachtdunkel (140)
- Die Recken Kieferle, Biegle, Bergle und Bärtle (141–142, V142)
- Nadsej, der Popenenkel (143)
- Das fliegende Schiff (144)
- Die sieben Simeone (145–147, V145)
- Nikita der Gerber (148)
- Der Drache und der Zigeuner (149)
- Der Knecht (150)
- Schabarscha (151)
- Iwanko Medwedko (152)
- Ein Soldat erlöst eine Zarentochter (153)
- Der fahnenflüchtige Soldat und der Teufel (154)[13]
- Die beiden Iwane, die Soldatensöhne (155)
- Kostschej der Unsterbliche (156–158, V158)
- Marja Morewna (159)
- Fjodor Tugarin und die wunderschöne Anastassja (160)
- Iwan Zarewitsch und der Weiße Poljanin (161)
- Der Kristallberg (162)
- Buchtan Buchtanowitsch (163)
- Kosjma Reich-im-Nu (164)
- Der dumme Jemelja (165–166, V166)
- Auf des Hechtes Geheiß (167)
- Das Märchen von Iwan Zarewitsch, dem Feuervogel und dem grauen Wolf (168)
- Der Feuervogel und Wassilissa Zarewna (169–170, V169)
- Das Märchen von dem jungen Recken und dem Wasser des Lebens (171–178, V172)
- Grauchen-Braunchen (179–181, V179)
- Das Schweinchen mit den goldenen Borsten, die Ente mit den goldenen Federn, der Hirsch mit dem goldenen Geweih und das Pferd mit der goldenen Mähne (182–184, V182)
- Das Zauberpferd (185)
- Das Pferd, das Tischtuch und das Horn (186)
- Zwei aus dem Sack (187)
- Der Hahn und die Schrotmühle (188)
- Das wundersame Kästchen (189)
- Der Zauberring (190–191, V190)
- Die Hörner (192–194, V192)
- Das Märchen von der Ente mit den goldenen Eiern (195–196, V195)
- Das wunderbare Hühnchen (197)
- Recke Ohnbein und Recke Ohnaug (198–200, V198)
- Zar Bär (201)
- Die Tiermilch (202–205, V205)
- Krankheit zum Schein (206–207, V206)
- Das Zauberhemd (208–209, V208)
- Der Zauberspiegel (210–211, V211)
- Geh nach Ich-weiß-nicht-wo, bringe Ich-weiß-nicht-was (212–215, V112)
- Die weise Ehefrau (216)
- Die drei Kopeken (217–218, V218)
- Der Meereszar und die allweise Wassilissa (219–226, V219)
- Das unbedachte Wort (227–229, V227)
- Die gekaufte Ehefrau (230–231, V230)
- Zar-Jungfrau (232–233, V232)
- Die Feder von Finist, dem lichten Falken (234–235, V234)
- Jelena, die Allweise (236–237, V236)
- Die Zaubergusli (238)
- Die Zarentochter, die alle Rätsel löste (239)
- Der Wahrtraum I (240)
- Der Wahrtraum II (241)
- Das Salz (242)
- Der goldene Berg (243)
- Die wundersame Schalmei (244–246, V245)
- Die Vogelsprache (247)
- Der Jäger und sein Weib (248)
- Gut genutzte Lehre (249–253, V253)
- Wunder über Wunder  (254–255, V255)
- Das Wunder zum Wundern und das Wunder zum Staunen (256)
- Das Glückskind (257)
- Der Schatz (258)
- Der schnelle Bote (259)
- Schwesterchen Aljonuschka und Brüderchen Iwanuschka (260–263, V261)
- Zarewna, Graue Ente (264)
- Das weiße Entchen (265)
- Arys’-polje (266)
- Zarewna Unke (267–269, V269)
- Zarewna Schlange (270)
- Die verzauberte Königstochter (271–272, V272)
- Das versteinerte Reich (273–274, V273)
- Die Birke und die drei Falken (275)
- Der verwunschene Zarensohn (276)
- Der Bock mit der Rotznase (277)
- Waschdichnicht (278)
- Ohnärmchen (279–282)
- Die Sonne auf der Stirn, den Mond auf dem Nacken (283–287, V283)
- Der sprechende Vogel (288–289, V289)
- Schweinehaut (290–291, V290)
- Das goldene Schühchen (292)
- Das Schwarze Mägdlein (293)
- Die Zarewna in dem unterirdischen Reich – Weißrussland (294)
- Weißichnicht (295–296, V296)
- Die Zarentochter, die nie lächelte (297)
- Die nächtlichen Reigen (298–299, V299)
- Kleinfingerchen (300)
- Werlioka (301)
- Das einäugige Unheil (302)
- Die Not(303)
- Zweierlei Los (304)
- Marko, der Reiche und Wassilij Ohnglück (305–307, V305)
- Die Geschichte von dem ruhmreichen und tapferen Recken Ilja Muromez und dem Räuber Nachtigall (308–309, V308)
- Ilja Muromez und der Drache (310)
- Wassilij Buslawitsch (311)
- Aljoscha Popowitsch (312)
- Danilo Ohnglück (313)
- Wassilij Zarewitsch und die wunderschöne Jelena (314)
- Baldak Borisjewitsch (315)
- Wassilissa, die Popentochter (316)
- Von dem gottlosen Mamaj (317)
- Die Sage von Alexander von Makedonien (318)
- Schemjakas Urteil  (219–320, V319)
- Das Rätsel (321–323, V323)
- Der Hafner (324–325, V325)
- Die richtigen Antworten (326)
- Das kluge Mädchen (327–328, V327)
- Der Knecht des Popen (329)
- Das königliche Findelkind  (330)
- Die verlobten Kinder (331)
- Ein gutes Wort (332–334, V332)
- Die Tochter des Hirten (335)
- Die verleumdete Kaufmannstochter (336–337, V336)
- Von der Zarin, die Gusli spielte (338)
- Der Vater und die Tochter (339)
- Der Soldat weist dem Zaren den Weg (340)
- Der Soldat und der Räuber (341)
- Die Räuber (342–343, V343)
- Die Königstochter und die Räuber (344)
- Die kluge Jungfrau und die sieben Räuber (345)
- Das Glück und das Unglück – Weißrussland (346)
- Der Bettler (347)
- Von einem, der nicht wußte, was fürchten heißt (348–350, V348)
- Die tote Mutter (351–362, V361)
- Der Vampir (363)
- Wie Iwan Kaufmannssohn die Zarewna gesundbetete (364)
- Die Hexe (365–369, V365)
- Ein Geizhals stirbt (370)
- Der Geiger in der Hölle (371)
- Der Hafner (372)
- Die Witwe und der Erbfeind (373)
- Der Waldschrat (374)
- Gaukelei (375–377, V375)
- Jeder kommt an seinen Mann (378)
- Die Zauberin (379–380, V379)
- Der Zauberer (381)
- Die Blinden (382)
- Der Dieb (383–390, V389)
- Der diebische Bauer (391)
- Soldatenrätsel (392–394, V393)
- Die Leiche (395–396, V396)
- Jerjoma (397–399, V399)
- Der Dumme (400–401, V401)
- Der Dumme und die Birke (402)
- Ein ganzer Dummkopf (403–404, V403)
- Lutonjuschka (405–406, V405)
- Tauschen (407–409, V407)
- Foma und Jerjoma (410–411, V411)
- Recht, aber schlecht (412–417, V416)
- Gefällt’s dir nicht, dann hör nicht zu! (418–427, V25)
- Die Mär von der alten Zeit (428)
- Der mutige Knecht (429)
- Der dumme Iwan (430)
- Foma Berennikow (431–432, V431)
- Das Märchen von dem bösen Eheweib (433–437, V434)
- Das streitsüchtige Weib (438–440, V440)
- Das unbeirrbare Eheweib (441–443, V442)
- Die Schulzin (444)
- Der Mann und sein Weib (445)
- Die weissagende Eiche (446)
- Die teure Kuhhaut (447)
- Wie der Mann seiner Frau das Märchenhören verleidete (448)
- Die Mulde (449)
- Das Kreuz als Pfand (450)
- Väterchen Nikolaj (451)
- Der Geizhals (452)

## Illustrationen
Wichtige Illustrationen zu Afanassjews Märchen stammen von Iwan Jakowlewitsch Bilibin, Wiktor Michailowitsch Wasnezow und Robert Pudlich.
Die Palech-Malerei schuf Märchenbilder zu Afanassjew in leuchtend farbigen Lackminiaturen, z. B. Aleksej Orleanskij.

## Verfilmungen
Zahlreiche russische Märchenfilme beruhen auf Märchenmotiven von Afanassjew:
- Die schöne Wassilissa bzw. Wassilissa Prekrasnaja, unter der Regie von Alexander Rou, UdSSR, 1939
- Der Kampf um das goldene Tor bzw. Ilja Muromez unter der Regie von Alexander Ptuschko, UdSSR 1956
- Abenteuer im Zauberwald bzw. Väterchen Frost mit Natalja Sedych, unter der Regie von Alexander Rou, UdSSR, 1964
- Feuer, Wasser und Posaunen mit Natalja Sedych als Aljonuschka und Alexei Katyschew als Wasja und einer Ziege namens Bjelotschka, Regie von Alexander Rou; UdSSR 1968
- Die schöne Warwara mit Alexei Katyschew, Regie von Alexander Rou, UdSSR 1969
- Die Hexe Akulina, Regie von Boris Ryzarew, UdSSR 1969
- Der Hirsch mit dem goldenen Geweih, Regie von Alexander Rou, UdSSR 1971
- Der Wundervogel Semurg, UdSSR 1972
- Finist heller Falke, Regie von Gennadi Wassiljew, UdSSR 1975
- Wie der dumme Iwanuschka das Wunder suchte, UdSSR 1977 mit Jelena Proklowa als Nastenka und Oleg Dal als Iwanuschka
- Das Geschenk des schwarzen Zauberers, Regie von Boris Ryzarew, UdSSR 1978
- Der Reiter auf dem goldenen Pferd, UdSSR 1980
- Die Eisfee, Regie von Boris Ryzarew, UdSSR 1981
- Der neunte Sohn des Hirten, UdSSR 1984
- Emelya und der Zauberfisch, Regie von Boris Ryzarew, Russland 1992

## Aktuelle Buchausgaben (Auswahl)
- Russische Märchen. Nacherzählt von Elisabeth Borchers, mit Illustrationen von Ivan Bilibin. Insel, Frankfurt am Main 1994, ISBN 3-458-16224-0 (enthält: Wassilissa, die Wunderschöne; Das Märchen von Iwan dem Zarensohn, dem Feuervogel und dem grauen Wolf; Die Fröschin; Das Märchen vom herrlichen Falken; Schwesterchen Alenuschka und Brüderchen Iwanuschka; und Das weiße Entchen; Marija Morewna).
- Das goldmähnige Pferd. Russische Zaubermärchen aus der Sammlung von Alexander Afanasjew mit Illustrationen von Iwan Bilibin; übersetzt von Barbara Heitkamm und Marlene Mílack (= Reclam 1225). Leipzig 1988, ISBN 3-379-00256-9 (enthält 51 Märchen, darunter Wilde Schwäne, Das Zauberspiegelchen, Die kleine Chawroscha, Die Froschzarin).
- Der Feuervogel. Märchen aus dem alten Russland. Steingrüben, Stuttgart 1960.
- Russische Volksmärchen. Albatros, Düsseldorf 2001, ISBN 3-491-96019-3 (darunter Snegurotschka).
- Russische Volksmärchen. Gesamtausgabe in 2 Bänden (Originaltitel: Народные Русские Сказки (Moskau 1855–1863), übertragen von Swetlana Geier, Nachwort von Lutz Röhrich). dtv 5931, München 1985, ISBN 3-423-05931-1 (Auswahl in: Fischer TB 90494, Frankfurt am Main 2013, ISBN 978-3-596-90494-5).
- Von der Übersetzung von Anna Meyer (ursprünglich in 2 Bänden 1906, 1909) gibt es Nachdrucke beim Anaconda Verlag (414 Seiten) und beim Weltbild Verlag (333 Seiten) im Jahr 2017.